# Središnja banka Republike Kosovo
Središnja banka Republike Kosovo (albanski: Banka Qendrore e Republikës së Kosovës) je središnja banka Republike Kosovo sa sjedištem u Prištini. 
Osnovana je u lipnju 2008. godine, iste godine kada je Kosovo proglasilo neovisnost od Srbije, uz suglasnost Zakona br 03/L-074 o Središnjoj banci Republike Kosovo od strane Skupštine Republike Kosovo. Prije nego što je osnovana kao Središnja banke Republike Kosova, djeluje kao Središnje bankarstvo Kosova (albanski: Autoriteti Qendror Bankar i Kosovës)  Službena valuta u Kosovu je euro, koji je jednostrano usvojen 2002. godine. Međutim Kosovo nije članica eurozone.
Prema zakonu Središnja banka Republike Kosovo ima četiri funkcije i ciljeve:
- Primarni cilj banke je njegovati i održavati stabilan financijski sustav, te učinkovit sustav plaćanja.
- Dodatni cilj banke, koji je podređen primarnom cilju središnje banke, je doprinijeti postizanju i održavanju stabilnosti domaćih cijena.
- Ne dovodeći u pitanje ostvarivanje tih dvaju ciljeva, Središnja banka će podupirati opću gospodarsku politiku Vlade.
- Središnja banka će postupiti u skladu s načelom otvorenog tržišnog gospodarstva sa slobodnom konkurencijom, favorizirajući učinkovitu alokaciju resursa.